# Spitzenverband Bund der Krankenkassen
Der Spitzenverband Bund der Krankenkassen, satzungsgemäß im Rechts- und Geschäftsverkehr GKV-Spitzenverband, ist seit dem 1. Juli 2008 der bundesweite Verband der Krankenkassen in Deutschland mit Sitz in Berlin. In der gesetzlichen Krankenversicherung sind ihm als Körperschaft des öffentlichen Rechts die Aufgaben der Krankenkassen in der gemeinsamen Selbstverwaltung sowie auf internationaler Ebene übertragen worden. In der Pflegeversicherung nimmt der Verband die Aufgaben des Spitzenverbands Bund der Pflegekassen wahr.

## Geschichte
Die gesetzliche Krankenversicherung ist dezentral in vielen Krankenkassen organisiert, die wiederum bestimmten Krankenkassenarten angehören: Allgemeine Orts-, Betriebs-, Ersatz- und Innungskrankenkasse sowie Landwirtschaftliche Krankenkasse und Knappschaft. Die Künstlersozialkasse ist keine Krankenkasse nach § 4 SGB V, gehörte nicht zu den Vorgänger-Spitzenverbänden und ist somit kein Mitglied des GKV-Spitzenverbands. Den Ersatzkassen war und ist es freigestellt, sich zu Verbänden zusammenzuschließen. Die übrigen Verbände bestanden kraft Gesetzes als Körperschaften des öffentlichen Rechts. Dadurch unterschieden sich schon die früheren Krankenkassenverbände in der Rechtsform von den Spitzenverbänden Deutsche Gesetzliche Unfallversicherung und Verband Deutscher Rentenversicherungsträger. In jedem Bundesland bilden die Krankenkassen nach den jeweiligen Krankenkassenarten Landesverbände der Krankenkassen als Körperschaften des öffentlichen Rechts (§ 207 SGB V). Die Landesverbände bildeten ihrerseits bis Ende des Jahres 2008 für jede Kassenart einen Bundesverband als Spitzenverband, ebenfalls in der Rechtsform der Körperschaft öffentlichen Rechts. So gab es insgesamt sieben Spitzenverbände der Krankenkassen auf Bundesebene.
Im Zuge der Gesundheitsreform 2007 wurde diese Gliederung der Verwaltungsträger grundlegend reformiert. Das GKV-Wettbewerbsstärkungsgesetz (GKV-WSG) sorgte für eine umfassende Organisationsreform. Der Spitzenverband Bund der Krankenkassen ist seit dem 1. Juli 2008 an die Stelle der bisherigen Bundesverbände getreten. Gleichzeitig wurden die bisherigen Spitzenverbände der Krankenkassen kraft Gesetzes mit Wirkung vom 1. Januar 2009 in Gesellschaften des bürgerlichen Rechts umgewandelt, § 212 I 1 SGB V. Sie sind somit Rechtsnachfolger der bisherigen Bundesverbände und wickeln deren verbliebene Verbindlichkeiten ab, während die Landesverbände wie zuvor fortbestehen. Die Krankenkassen entscheiden selbst darüber, ob die Gesellschaften darüber hinaus weiter existieren sollen. Ihre früheren Zuständigkeiten insbesondere in der gemeinsamen Selbstverwaltung gingen auf den neugegründeten GKV-Spitzenverband über. Dieser wird seitdem von allen Krankenkassen gebildet; sie gehören dem Spitzenverband unmittelbar an, § 217a I SGB V.
Diese Neuordnung der Verbände war vom Gesetzgeber mit dem Abbau von Bürokratie und dem Ziel begründet worden, auf allen Ebenen mehr Transparenz schaffen zu wollen. Dies sollte zudem der Effizienz dienen: Die Verbandsstrukturen sollten durch die Gründung des GKV-Spitzenverbandes gestrafft werden, „um Entscheidungswege zu verkürzen. Statt bisher sieben wird künftig nur ein Spitzenverband Bund alle Kassen in der gemeinsamen Selbstverwaltung für alle Belange vertreten, die gemeinsam und einheitlich geregelt werden.“ Im Vorfeld der Reform war insbesondere kritisiert worden, die Bundesverbände seien zu kostspielig geworden.
Ob dieses Ziel zu erreichen sei, war umstritten. So wurde moniert, dass die Landesverbände neben dem neuen Spitzenverband weiter bestehen blieben. Es sei „zu erwarten, dass die Kassen ihre Interessen zunehmend aus den Landesverbänden heraus und somit in Konkurrenz zu dem einen Spitzenverband und dem G-BA artikulieren werden. Dabei werden die einzelnen Kassen zunehmend den Kontakt zu den Kassenärztlichen Vereinigungen, KVen, der Länder suchen – und damit einen zunehmenden Bedeutungsverlust der Kassenärztlichen Bundesvereinigung, KBV, bewirken. Anstelle der gesetzlich intendierten Vereinheitlichung und Straffung des Entscheidungsprozesses wird so ein sich weiter verschärfender Zersetzungsprozess treten, der die Arbeit des G-BA bei der Aushandlung bundesweit geltender einheitlicher Standards und Honorierungen massiv erschweren wird. Dies wird auch die Lage der ambulanten Versorgung gegenüber der stationären nicht verbessern helfen. Und auch die gewünschte Integrierte Versorgung wird so zwangsläufig leiden.“ Auch die Verfassungsmäßigkeit der Übertragung der Zuständigkeiten von bisher sieben auf nunmehr nur noch einen Spitzenverband wurde in Zweifel gezogen. Diese Zentralisierung stehe zudem im Widerspruch zu dem Zweck des Gesetzes im übrigen, den Wettbewerb unter den Krankenkassen zu stärken. Die Selbstverwaltung werde dadurch „in eine Statistenrolle“ gedrängt. Der frühere Bundesgesundheitsminister Norbert Blüm kritisierte, zusammen mit der gleichzeitig erfolgten Einführung des Gesundheitsfonds befinde man sich mit dem einheitlichen Spitzenverband der Krankenkassen – „eine Behörde von Staatsgnaden, das Gesundheitsministerium hat sie in der Hand“ – „auf dem Weg zur Einheitskasse“.
Umstritten war auch, ob der Sitz des Verbands in Bonn oder in Berlin sein solle.
Die Gründung des Verbands erfolgte durch die Satzung vom 18. Juni 2007, die vom Bundesministerium für Gesundheit als Aufsichtsbehörde am 3. Juli 2007 genehmigt wurde.

## Organisation
Der GKV-Spitzenverband ist eine Körperschaft des öffentlichen Rechts. Er hat gemäß § 217b, § 217c SGB V als Organe
- einen Verwaltungsrat, der von der Mitgliederversammlung gewählt wird und aus 51 Mitgliedern in der vierten Amtsperiode von 2024 bis 2029 besteht,[12]
- einen Vorstand, der mit bis zu drei Mitgliedern vom Verwaltungsrat für sechs Jahre gewählt wird und den Verband grundsätzlich nach außen vertritt,
- sowie die Mitgliederversammlung, die von den Krankenkassen als Mitgliedskassen gebildet wird.

Die alternierenden Vorsitzenden des Verwaltungsrats sind Susanne Wagenmann und Uwe Klemens.
Vorstandsvorsitzender ist seit dem 1. Juli 2025 Oliver Blatt, der Doris Pfeiffer ablöste, die in den Ruhestand verabschiedet wurde. Stellvertretende Vorstandsvorsitzende ist seit 1. Juli 2019 Stefanie Stoff-Ahnis. Dritter Vorstand ist seit 1. März 2025 Dr. Martin Krasney.
Die Finanzierung des Verbands erfolgt durch die Mitgliedskassen.
Aufsichtsbehörde ist das Bundesministerium für Gesundheit.

## Aufgaben
Die Aufgaben des Spitzenverbandes Bund der Krankenkassen sind gesetzlich bestimmt, § 217f I SGB V. Im Wege der Organleihe wird der Verband, wie die Krankenkassen selbst, auch für die Pflegeversicherung tätig und nimmt dort die Aufgaben des Spitzenverbandes Bund der Pflegekassen wahr, § 53 SGB XI.

### Gemeinsame Selbstverwaltung
Der GKV-Spitzenverband vertritt die Krankenkassen in den Gremien der gemeinsamen Selbstverwaltung, insbesondere im Gemeinsamen Bundesausschuss beim Beschluss von Richtlinien, in denen die näheren Bestimmungen über die vertragsärztliche Versorgung getroffen werden, die für die Versicherten und für die Leistungserbringer verbindlich sind, § 91, § 92 SGB V, außerdem bei der Festsetzung von Festbeträgen für Arznei- und Hilfsmittel sowie der Höchstbeträge für Arzneimittel sowie beim Abschluss von Rahmenverträgen und Vergütungsvereinbarungen für die stationäre, ambulante und zahnärztliche Versorgung, § 82 ff. SGB V, etwa den Einheitlichen Bewertungsmaßstab. Bei der Gründung des Verbands ging man davon aus, dass der GKV-Spitzenverband „rund 70 Prozent aller Verträge für die Kassen schließen werde“ bzw. „80 Prozent der Leistungsausgaben“ regele.

### Unterstützung der Krankenkassen und ihrer Landesverbände
Gemäß § 217f II–VII SGB V besteht zudem eine Zuständigkeit bei der Erfüllung der Aufgaben und bei der Wahrnehmung der Interessen der Mitgliedskassen. Dazu zählen insbesondere die Ausgestaltung der Telematik sowie des elektronischen Datenaustausches im Gesundheitswesen.

### Medizinischer Dienst des Spitzenverbandes Bund der Krankenkassen
Der frühere Medizinische Dienst der Spitzenverbände der Krankenkassen ging mit Wirkung vom 1. Juli 2008 in die Trägerschaft des Spitzenverbandes Bund der Krankenkassen über. Seitdem war er der Medizinische Dienst des Spitzenverbandes Bund der Krankenkassen (MDS) mit der Rechtsform des eingetragenen Vereins, § 282 SGB V. Im Zuge des Gesetzes für bessere und unabhängigere Prüfungen (MDK-Reformgesetz) wurde der MDS in den Medizinischen Dienst Bund als Körperschaft des öffentlichen Rechts in Trägerschaft der Medizinischen Dienste in den Ländern umgewandelt. Der Medizinische Dienst Bund ist seit 1. Januar 2022 der Rechtsnachfolger des MDS.

### Zuständigkeiten auf internationaler Ebene
Gemäß § 219a SGB V nimmt der Spitzenverband Bund der Krankenkassen die Aufgaben der Deutschen Verbindungsstelle Krankenversicherung – Ausland (Verbindungsstelle) wahr.
Gemeinsam mit den Spitzenverbänden der Deutschen Gesetzlichen Unfallversicherung und der Deutschen Rentenversicherung Bund trägt der GKV-Spitzenverband die Deutsche Sozialversicherung Arbeitsgemeinschaft Europa (DSVAE) und die European Social Insurance Platform (ESIP), einem Zusammenschluss nationaler europäischer Sozialversicherungsorganisationen. Im Medicine Evaluation Committee (MEDEV) nimmt der GKV-Spitzenverband gemeinsam mit anderen nationalen Organisationen der sozialen Krankenversicherung und für die Bewertung von Arzneimitteln zuständigen nationalen Institutionen am Informations- und Erfahrungsaustausch über therapeutischen Mehrwert und Erstattungssysteme von Arzneimitteln teil.
Auf internationaler Ebene bringt sich der GKV-Spitzenverband mit anderen nationalen Behörden, Trägern und anderen Körperschaften aus dem Bereich der sozialen Sicherheit bei der Internationalen Vereinigung für Soziale Sicherheit (IVSS) ein. Weiterhin nimmt der GKV-Spitzenverband an informellen Foren teil, so auf dem G8-Demenz-Gipfel in London. Alle drei Jahre findet das Weltforum der Sozialen Sicherheit in einem der Mitgliedsstaaten statt, bei dem Delegierte aus 150 Ländern zusammenkommen.